# Flora of North America
Flora of North America (zkráceně FNA) je vícesvazková řada odborných publikací v angličtině popisující původní a naturalizované rostliny Severní Ameriky severně od Mexika, zahrnující Spojené státy americké, Kanadu, ostrovy St. Pierre a Miquelon a Grónsko. Zahrnuje jak mechorosty, tak cévnaté rostliny. Každý taxon je popsán a zahrnut do dichotomického klíče, zmapováno je rozšíření každého druhu a vnitrodruhového taxonu, a kolem 20 % je ilustrováno perokresbami vytvořenými speciálně pro toto dílo. Je plánováno vydat 30 svazků. Mělo by se jednat o první dílo pokrývající veškerou známou květenu severně od Mexika.
V březnu 2025 bylo publikováno již 25 svazků a 21 svazků bylo publikováno online.
Jednotlivé svazky této řady jsou organizovány pro jednotlivé rostlinné řády, rody a dále členěny dle druhů. V elektronické verzi lze vyhledávat dle rostlinných druhů a dalších položek.

## Historie projektu
Již v roce 1964 severoameričtí botanici, částečně povzbuzení oznámením, že brzy bude vydán 1. díl Flora Europaea, viděli potřebu komplexního botanického projektu pro Severní Ameriku. V srpnu 1964 jmenovala rada Americké společnosti rostlinných taxonomů (American Society of Plant Taxonomists, ASPT) výbor, který měl prozkoumat možnost vytvoření díla Flora of North America. Pod vedením Roberta Folgera Thorna se výbor složený z přibližně 25 zainteresovaných botaniků sešel v květnu 1966 ve Washingtonu a dospěl k závěru, že vytvoření díla Flora of North America je žádoucí a proveditelné. Reakce mnoha dalších botaniků na Thornovu žádost, aby se do projektu zapojili, byla pozitivní.
Po šesti letech plánování měl být projekt zahájen na podzim roku 1972. Národní vědecká nadace (National Science Foundation, NSF) však podmínila svou podporu ochotou Smithsonova institutu rok od roku zvyšovat finanční prostředky. Po přezkoumání se Smithsonův institut rozhodl, že není ochoten poskytnout takovou záruku, pokud Kongres na oplátku nezaručí každoroční podporu této instituce. V důsledku toho Národní vědecká nadace svou podporu stáhla a projekt byl v létě 1973 pozastaven. Pokusy o oživení projektu byly neúspěšné.
Na jaře 1982 se v Missourské botanické zahradě sešlo 22 botaniků z celých Spojených států a Kanady, aby projednali návrh Huntova institutu pro botanickou dokumentaci (Hunt Institute for Botanical Documentation) a Carnegieho muzea na vytvoření díla Flora of North America. V témže roce přijala Kanadská botanická asociace (Canadian Botanical Association) rezoluci na podporu tohoto projektu. Americká společnost rostlinných taxonomů (American Society of Plant Taxonomists) na svém výročním zasedání v srpnu 1983 přijala rezoluci, v níž potvrdila svůj závazek k vytvoření takového díla. Poté, co byly v letech 1983–1987 získány další finanční prostředky od třetích stran, byl projekt bezvýhradně podpořen zúčastněnými institucemi.

## Vydané svazky
Flora of North America North of Mexico. New York: Oxford University Press.
| Svazek                                                                                    | Rok vydání | International Standard Book Number | Odkaz     |
| ----------------------------------------------------------------------------------------- | ---------- | ---------------------------------- | --------- |
| Volume 1: Introduction                                                                    | 1993       | ISBN 0-19-505713-9                 | Volume 1  |
| Volume 2: Pteridophytes and Gymnosperms                                                   | 1993       | ISBN 0-19-508242-7                 | Volume 2  |
| Volume 3: Magnoliidae and Hamamelidae                                                     | 1997       | ISBN 0-19-511246-6                 | Volume 3  |
| Volume 4: Magnoliophyta: Caryophyllidae, part 1                                           | 2003       | ISBN 0-19-517389-9                 | Volume 4  |
| Volume 5: Magnoliophyta: Caryophyllidae, part 2                                           | 2005       | ISBN 0-19-522211-3                 | Volume 5  |
| Volume 6: Magnoliophyta: Cucurbitaceae to Droserceae                                      | 2015       | ISBN 978-0-19-534027-3             | Volume 6  |
| Volume 7: Magnoliophyta: Salicaceae to Brassicaceae                                       | 2010       | ISBN 978-0-19-531822-7             | Volume 7  |
| Volume 8: Magnoliophyta: Paeoniaceae to Ericaceae                                         | 2009       | ISBN 978-0-19-534026-6             | Volume 8  |
| Volume 9: Magnoliophyta: Picramniaceae to Rosaceae                                        | 2015       | ISBN 978-0-19-534029-7             | Volume 9  |
| Volume 10. Magnoliophyta: Proteaceae to Elaeagnaceae                                      | 2021       | ISBN 978-0-19-757607-6             |           |
| Volume 11. Magnoliophyta: Fabaceae, Parts 1 and 2                                         | 2023       | ISBN 978-0-19-761980-3             |           |
| Volume 12. Magnoliophyta: Vitaceae to Garryaceae                                          | 2016       | ISBN 978-0-19-064372-0             | Volume 12 |
| Volume 13. Magnoliophyta: Geraniaceae to Apiaceae                                         | 2025       | ISBN 978-0-19-7764688              |           |
| Volume 14. Magnoliophyta: Gentianaceae to Hydroleaceae                                    | 2023       | ISBN 978-0-19-769146-5             |           |
| Volume 17: Magnoliophyta: Tetrachondraceae to Orobanchaceae                               | 2019       | ISBN 978-0-19-086851-2             | Volume 17 |
| Volume 19: Magnoliophyta: Asteridae (in part): Asteraceae, part 1                         | 2006       | ISBN 0-19-530563-9                 | Volume 19 |
| Volume 20: Magnoliophyta: Asteridae (in part): Asteraceae, part 2                         | 2006       | ISBN 0-19-530564-7                 | Volume 20 |
| Volume 21: Magnoliophyta: Asteridae (in part): Asteraceae, part 3                         | 2006       | ISBN 0-19-530565-5                 | Volume 21 |
| Volume 22: Magnoliophyta: Alismatidae, Arecidae, Commelinidae (in part), and Zingiberidae | 2000       | ISBN 0-19-513729-9                 | Volume 22 |
| Volume 23: Magnoliophyta: Commelinidae (in part): Cyperaceae                              | 2002       | ISBN 0-19-515207-7                 | Volume 23 |
| Volume 24: Magnoliophyta: Commelinidae (in part): Poaceae (part 1)                        | 2007       | ISBN 978-0-19-531071-9             | Volume 24 |
| Volume 25: Magnoliophyta: Commelinidae (in part): Poaceae (part 2)                        | 2003       | ISBN 0-19-516748-1                 | Volume 25 |
| Volume 26: Magnoliophyta: Liliidae: Liliales and Orchidales                               | 2002       | ISBN 0-19-515208-5                 | Volume 26 |
| Volume 27: Bryophyta, Part 1                                                              | 2007       | ISBN 0-19-531823-4                 | Volume 27 |
| Volume 28: Bryophyta, Part 2                                                              | 2014       | ISBN 978-0-19-020275-0             | Volume 28 |